# 赵壹

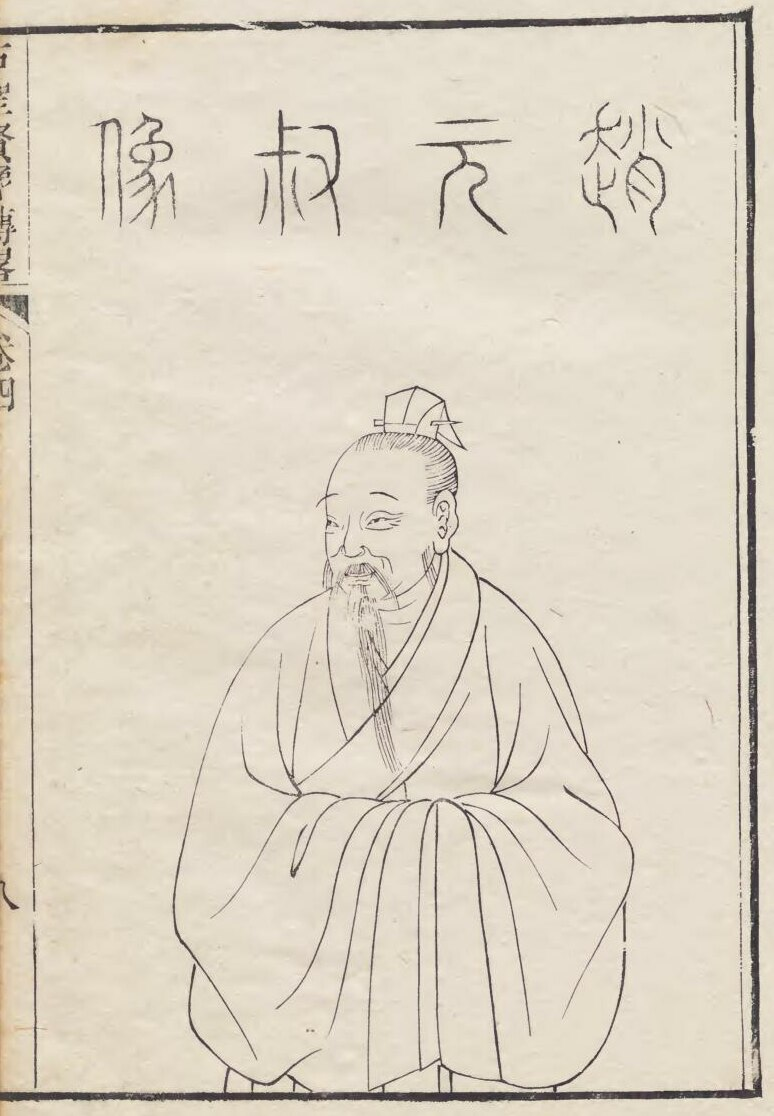
赵壹

赵壹（？年—？年），一作趙一，字元叔，華嶠《後漢書》則字元淑，主要事迹见于汉灵帝年间（168年 - 189年），东汉汉阳郡西县人（今甘肃省礼县大堡子山东）。體貌魁梧，身長九尺(換算現代身高超過兩米)。中国辞赋家、书法评论家。其代表作《刺世疾邪赋》直抒胸臆，对后世赋体的风格有很大影响。

## 生平
光和元年（公元178年），漢陽郡舉薦趙壹為上郡吏，趙壹前往洛陽，當時受計的是司徒袁滂，計吏數百人都拜伏不敢抬頭，只有趙壹長揖不跪，袁滂見此，覺得非常奇怪，於是命令左右的人去責問他：「下郡計吏卻揖三公，為何？」趙壹說：「當年酈食其以長揖禮見劉邦，現我以此見三公，有甚麼奇怪的呢？」袁逢特意走下廳堂，邀請趙壹上坐，詢問西方事務，趙壹應答如流，袁滂大喜並向客人們介紹：「他就是漢陽趙元叔。朝廷裡的大臣，才學沒有能超過他的，我請各位分開坐。」其他在坐的人都竟驚訝的看著他。後來，趙壹拜訪河南尹羊陟，趙壹認爲羊陟足以托名，天天去羊陟家敲門，羊陟勉強讓他進門，但是還沒起床，趙壹走到床前，說：「我敬佩羊陟先生高風亮節已許久，今天終於能見一面，卻忽然逝世，這是命運呀！」於是放聲大哭，門下的人大驚，紛紛湧入羊陟的房間。羊陟知道趙壹是非常之人，於是起床，與他暢談，讚譽有加。對他說：「您暫時出去吧！」第二天一早，羊陟回訪趙壹，羊陟在趙壹的柴車前席地而坐，左右的沒有不感到訝異的。羊陟與趙壹相談甚歡，直到夕陽下山，羊陟握着趙壹的手說：「未經剖取的美玉不剖，必有像卞和泣血之事發揚的啊！」後來羊陟與袁滂共同薦舉趙壹。趙壹因此名動京師。

## 相關考證
王先謙《後漢書集解》引洪頤煊曰：「《靈帝紀》光和元年二月，光祿勳袁滂為司徒；冬十月，屯騎校尉袁逢為司空。二年三月，司徒袁滂免。大鴻臚劉郃為司徒。司空袁逢罷。元年受計者，非袁逢也。」

## 評價
- 袁滂：此人漢陽趙元叔也。朝臣莫有過之者
- 鍾嶸：元叔散憤蘭蕙，指斥囊錢。苦言切句，良亦勤矣。斯人也，而有斯困，悲夫！《詩品·卷下》
- 劉熙載：後漢趙元叔《窮鳥賦》及《刺世疾邪賦》，讀之知爲抗髒之士。惟徑直露骨，未能如屈、賈之味餘文外耳。《藝概》
- 顏之推：趙元叔抗竦過度《顏氏家訓·卷第四》
- 龔克昌：趙壹是東漢末年最重要的賦家，他的賦揭發社會問題之深刻，感情之激烈，在漢賦作家中是絕無僅有的。趙壹賦在藝術形式上也有其獨特之處：與其思想内容相適應的是，篇幅短小，富於感情色彩，鋪陳誇飾之風盡棄，從而使賦風爲之一變。從此以後，鋪陳叙事的漢大賦，就漸漸爲抒情小賦所代替了。《漢賦研究》

## 主要作品
- 《穷鸟赋》
- 《刺世疾邪赋》
- 《非草书》

## 延伸阅读
[在维基数据编辑]
 在维基文库阅读此作者作品（ 在维基共享资源阅览影像）
 《後漢書·卷80下》，出自范晔《後漢書》